# Fylkesväg 868
Fylkesväg 868 (norska: Fylkesvei 868) är en primär fylkesväg i Troms fylke i norra Norge som går mellan byn Oteren i Storfjords kommun och tätorten Lyngseidet i Lyngens kommun. Vägen är 42,0 kilometer lång och asfalterad. Den passerar bland annat genom tätorten Furuflaten.
Vägen ansluter till:
- Europaväg 6 (vid Oteren)
- Fylkesväg 91 (vid Lyngseidet)